# ガエ・アウレンティ

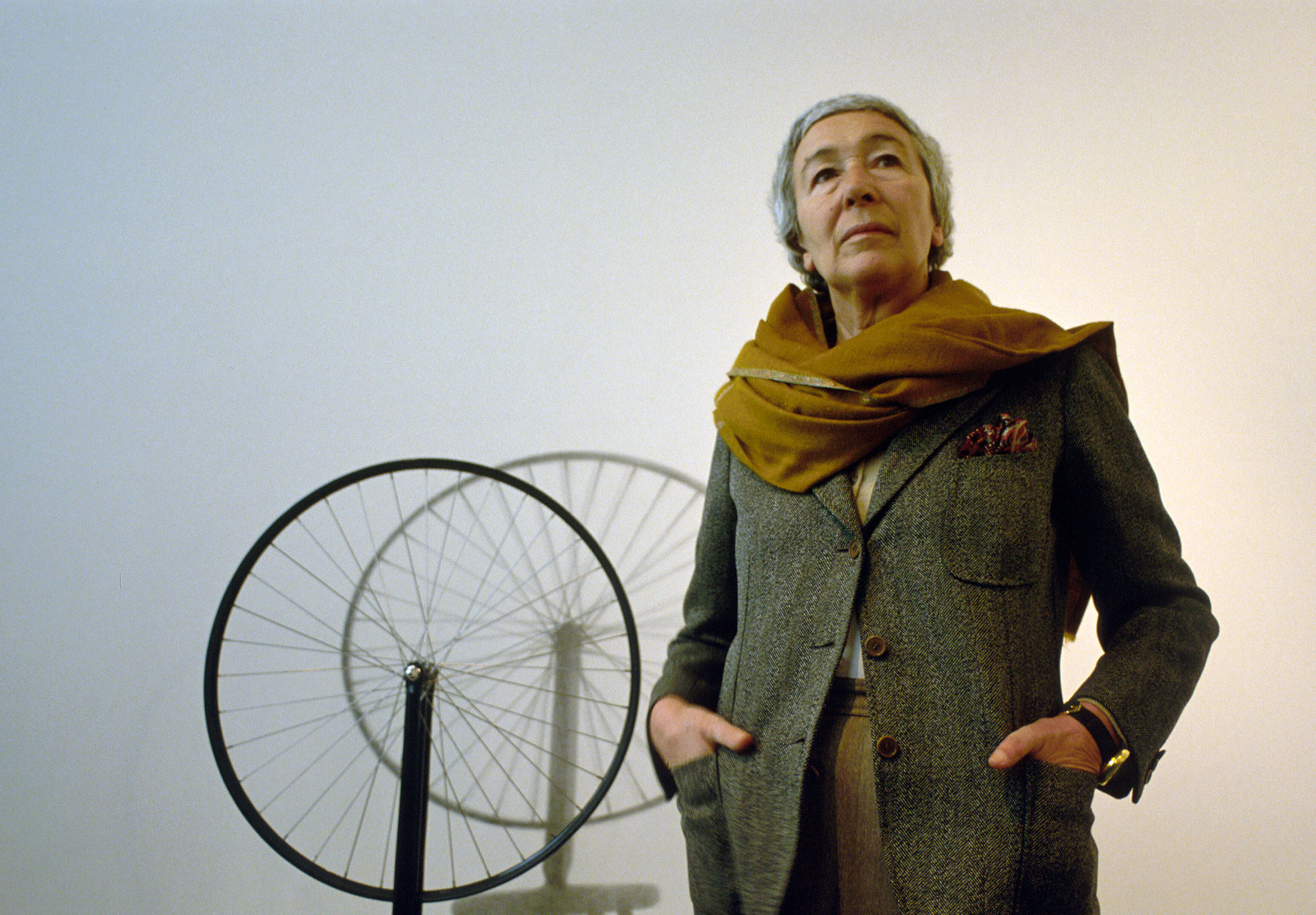
ガエ・アウレンティ

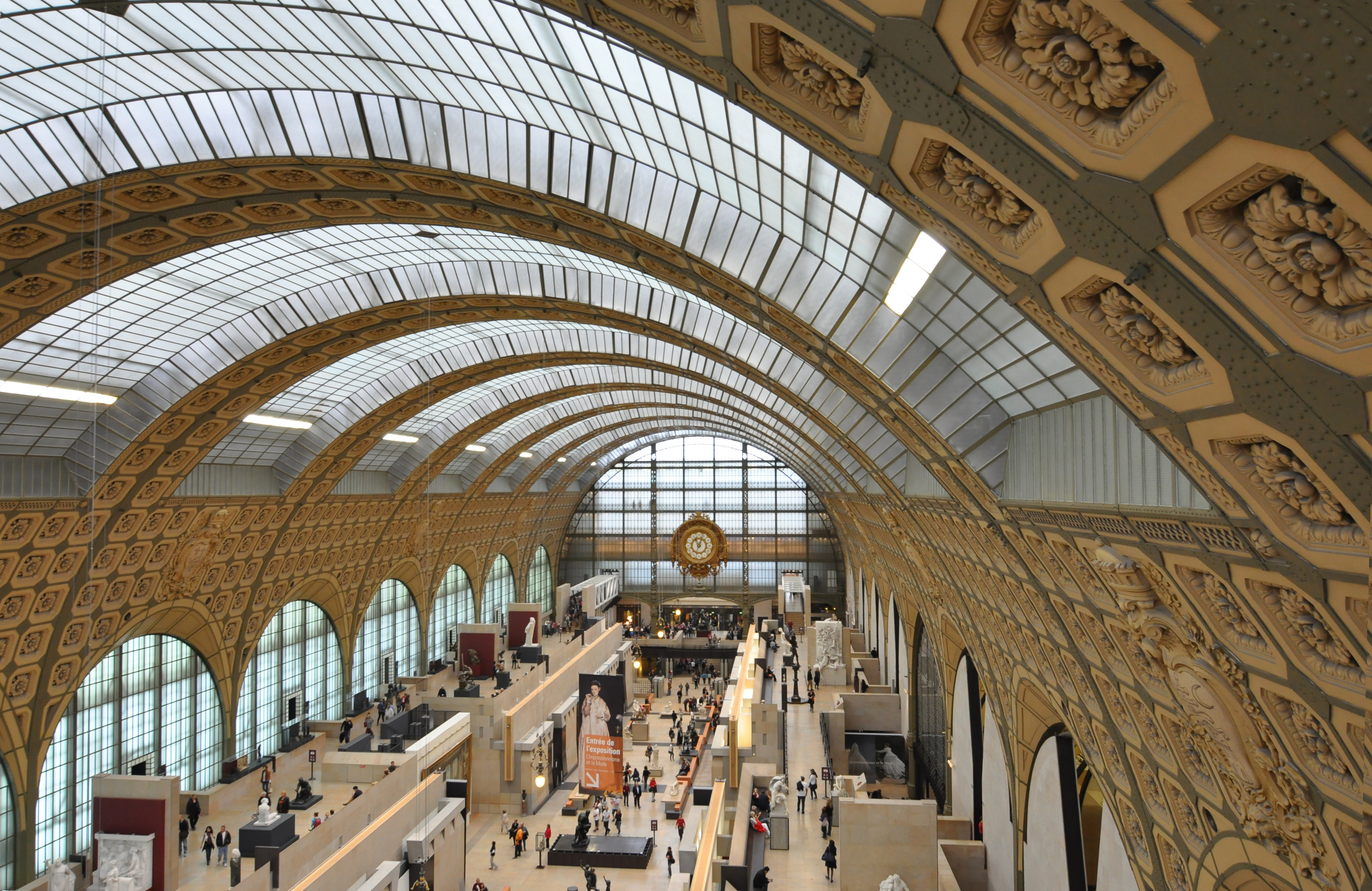
オルセー美術館内部

ガエ・アウレンティ（Gae Aulenti, 本名ガエターナ・アウレンティ Gaetana Aulenti, 1927年12月4日 - 2012年10月31日）はイタリアの建築家・照明デザイナー・インテリアデザイナー・インダストリアルデザイナー。
彼女の作品のうち有名なものには、パリのオルセー美術館（1980年から1986年）や同じくパリのポンピドゥー・センターの国立近代美術館、ヴェネツィアの美術館パラッツォ・グラッシ（1985年から1986年）、サンフランシスコのサンフランシスコ・アジア美術館（2000年から2003年）など、既存の建築を改修して巧みに光を用いた美術館建築が含まれている。

## 経歴

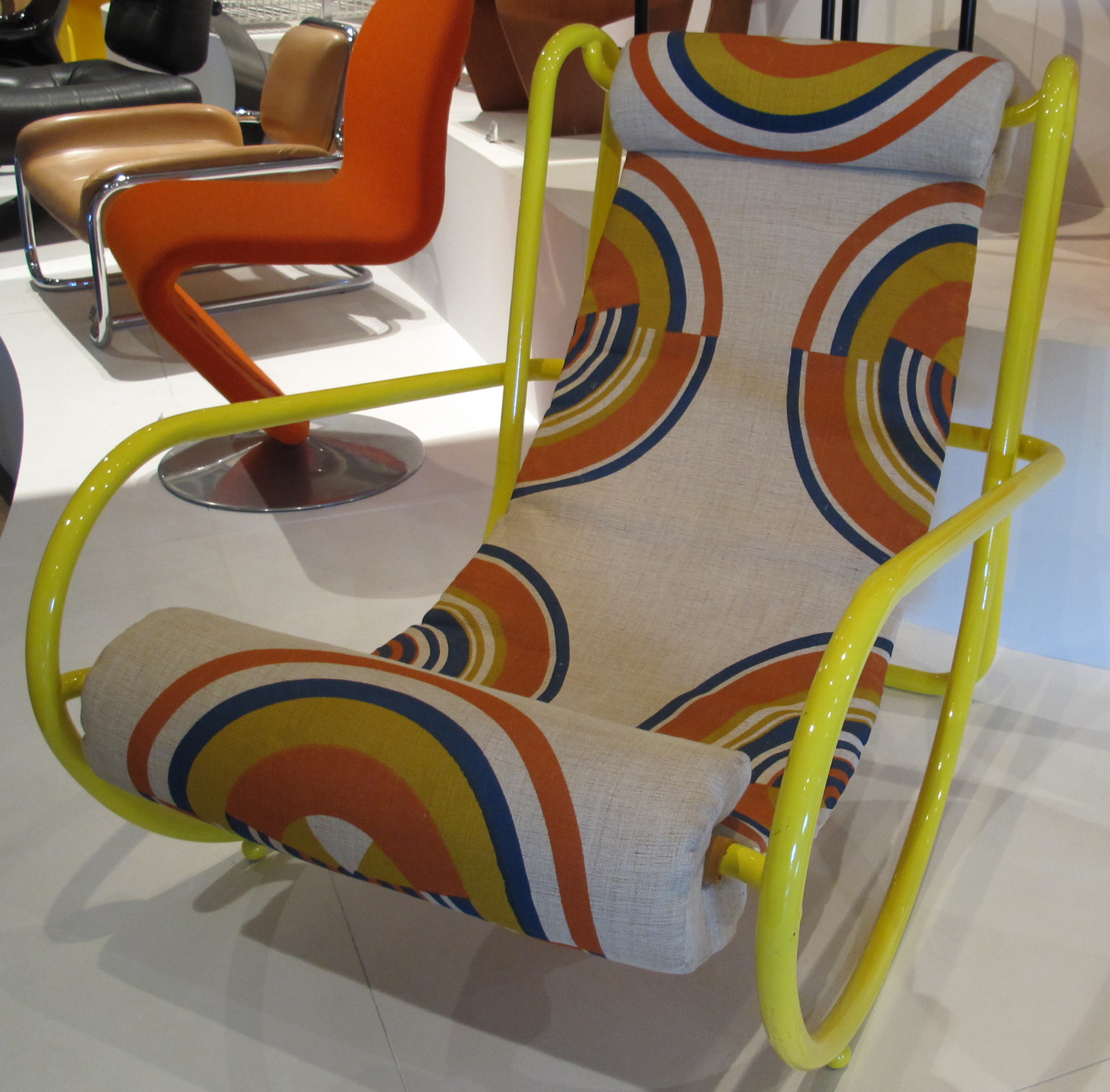
アウレンティのデザインによるロッキングチェア、『Sedia da giardino』（庭のための椅子、1964年）

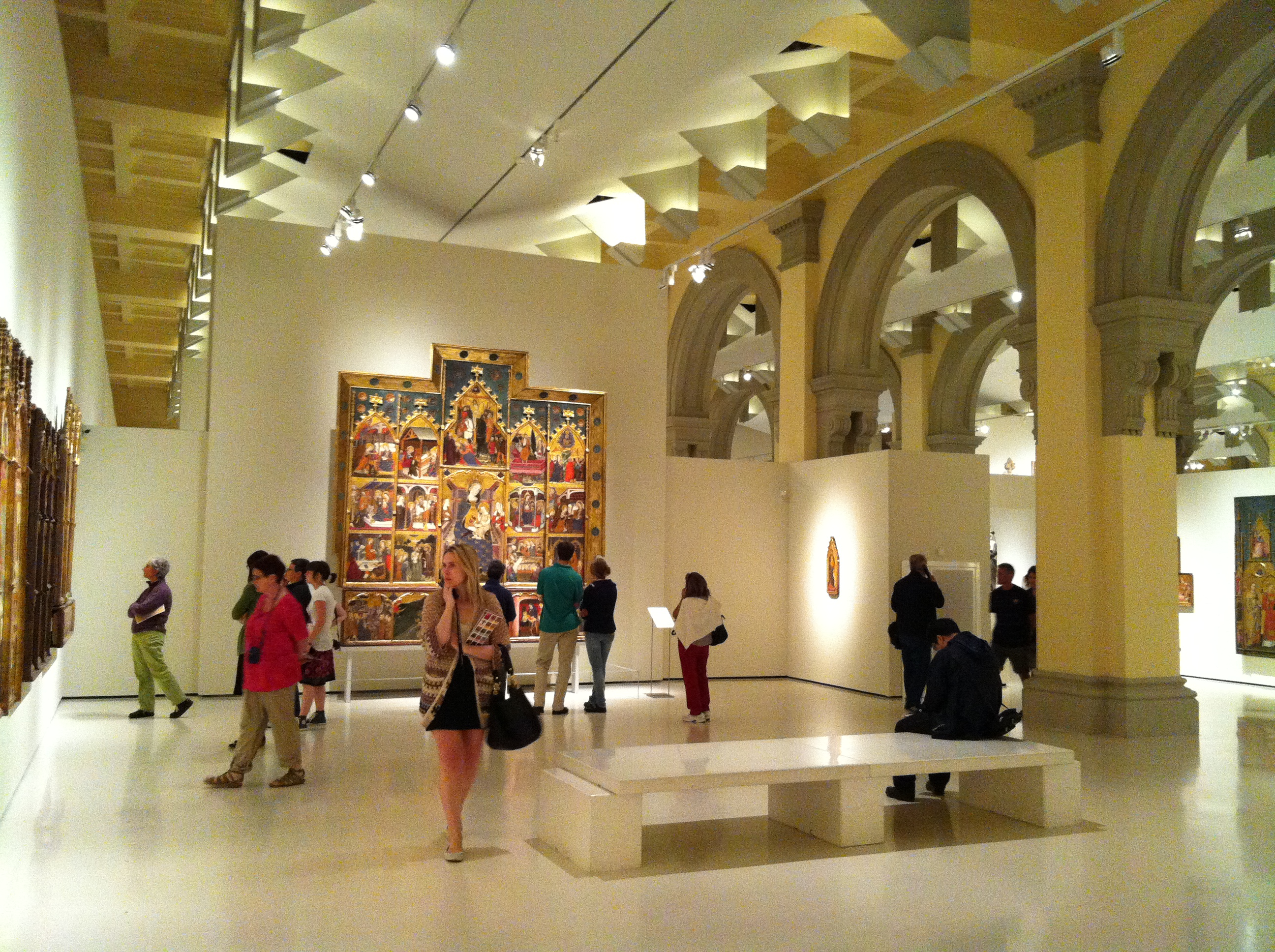
カタルーニャ美術館

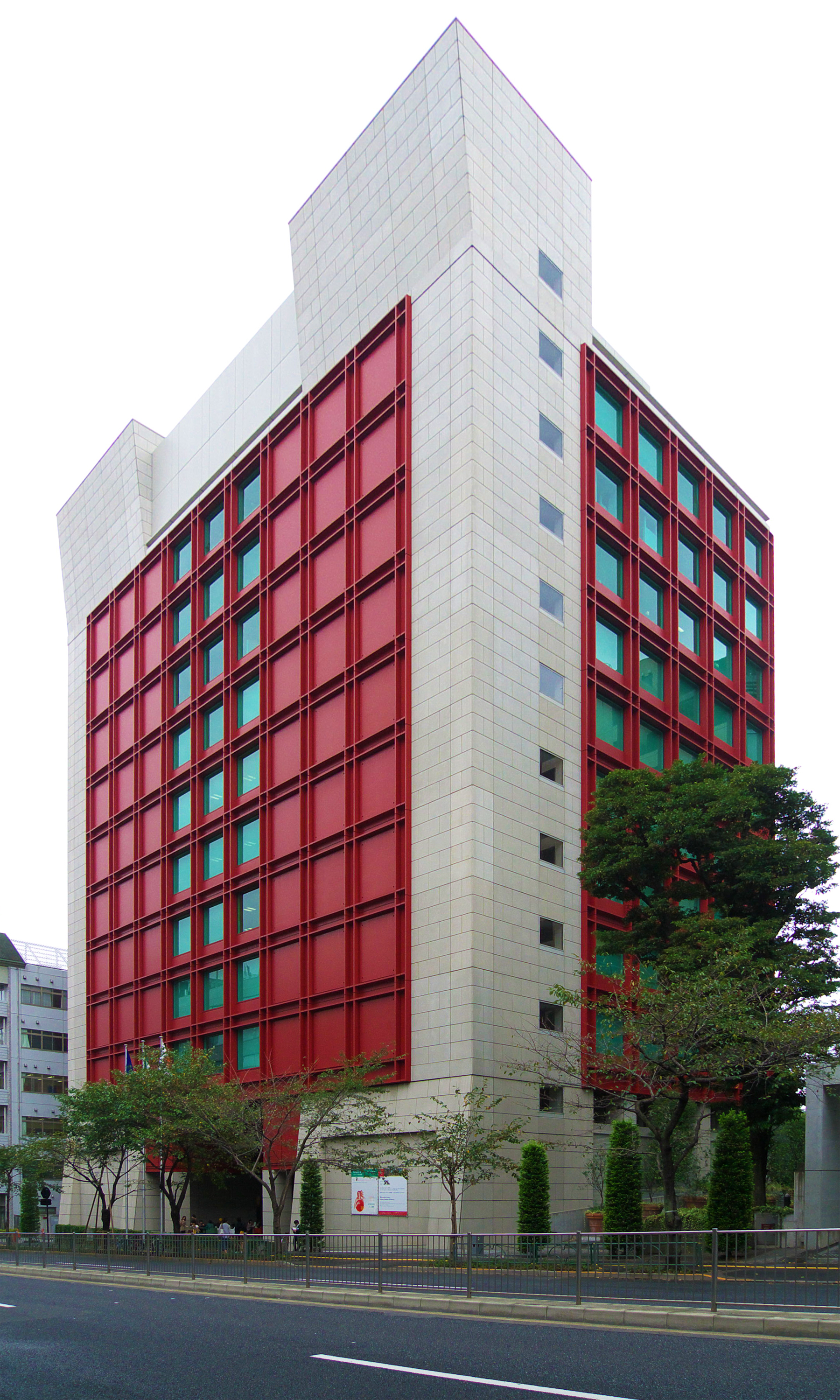
東京のイタリア文化会館（2005年）

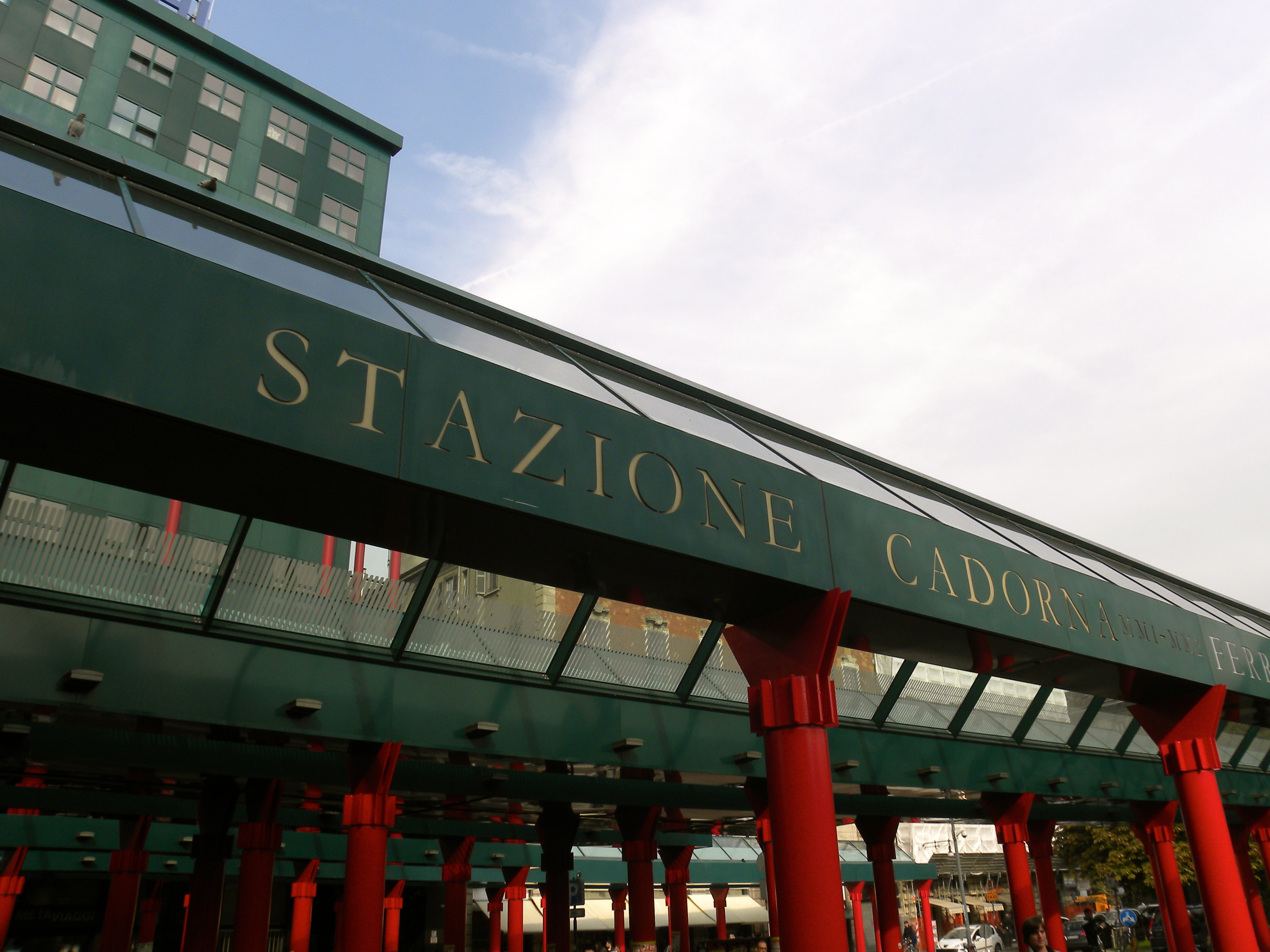
ミラノ地下鉄のカドルナ駅

イタリア北東部のフリウーリ地方のウーディネ県パラッツォーロ・デッロ・ステッラに生まれ、ミラノ工科大学建築学部で建築を学び1953年に卒業した。彼女は1955年から1965年まで建築デザイン雑誌『Casabella Continuità』（カーザベッラ・コンティヌイタ）でアートディレクターとして働き、編集長エルネスト・ナタン・ロジェルスの哲学に影響を受けた一群の若いデザイナーの一員となっている。ル・コルビュジエやヴァルター・グロピウスなどの近代建築の巨匠の影響を拒否して独自のアイデンティティを模索した彼らは、自分たちの運動を「Neoliberty」（ネオリベルティ）と呼んだ。
博士号の取得後、1960年から1962年までヴェネツィア建築大学でジュゼッペ・サモナの下で教鞭をとり、1964年から1969年にかけてミラノ工科大学建築学部でエルネスト・ロジェルスの下で教えた。この時期にはミラノの百貨店ラ・リナシェンテのために商品デザインをしたほか、照明機器のマルティネッリ・ルーチェ社（Martinelli Luce）のためにテーブルランプ『Pipistrello』（こうもり）を、デザイン家具のザノッタ社（Zanotta）のためにステンレス製の折りたたみ椅子『April』（エイプリル）や板ガラスを天板に使ったテーブル『Sanmarco』（サンマルコ）を手がけた。またイタリア・インダストリアルデザイン協会の副会長も務めた。
フランスでは1970年代に、ヴィクトール・ラルー設計により1900年に完成したパリの旧オルセー駅駅舎を保存して美術館に転用する計画が持ち上がり、そのための建築設計競技が1980年に行われてアウレンティの案が勝利した。これが1848年から1915年までのフランスを中心とする美術作品を収蔵展示するオルセー美術館であり、1986年12月に開館した。既存の構造や装飾などを尊重しつつ、柔らかい光が注ぐトレイン・シェッドの下を巨大な彫刻展示空間にし、プラットホーム部分に石造のギャラリーを造り、廃屋同然の建物を優雅な美術館に生まれ変わらせた仕事により、ポンピドゥー・センターの国立近代美術館の悪評高かった展示空間の改修も彼女に任されることになった。さらにヴェネツィアのパラッツォ・グラッシを修復して美術館に転用する計画、ベルリンの旧イタリア大使館を科学アカデミーに改造する計画、1929年のバルセロナ万博政府館に入居していたカタルーニャ美術館を大規模改修する計画など次々と美術館の仕事が舞い込んだ。サンフランシスコでは、ボザール様式の旧図書館を改修してサンフランシスコ・アジア美術館とする計画を手がけ、2003年に開館させた。
美術館以外にも、2011年にはペルージャ空港の拡張計画を監督している。日本では1992年に東急本社ビル跡地（現在セルリアンタワーが建っている場所）のコンペに石本建築事務所との共働で参加し、高さ180メートルで頂上が末広がりになっている超高層ビルのデザイン案を提出したが、未完に終わっている。2005年には東京でイタリア文化会館の新ビルを完成させたが、皇居そばに赤色のビルが建つことから景観論争を起こしている。
アウレンティは有名な演出家のルカ・ロンコーニとも舞台美術の仕事を行っており、代表作には『Samstag aus Licht』（光から土曜日、1984年）などがある。
生涯に二度離婚している。2012年10月16日にはミラノトリエンナーレで生涯功績賞を受賞したが、これが公共の場に出た最後となり、2012年10月31日、ミラノの自宅で没した。84歳没。

## 賞
1964年のミラノトリエンナーレで、鏡張りの部屋に切り抜いた女性のシルエットを配した作品『Arrivo al Mare』（海への到着）をイタリア館で展示し受賞した。このトリエンナーレでは1977年から1980年まで役員を務めた。1991年には高松宮殿下記念世界文化賞を受賞したほか、レジオンドヌール勲章やイタリア共和国功労勲章も受けている。